# Herschbach (Selters)
Pour les articles homonymes, voir Herschbach.
Herschbach est une municipalité de la Verbandsgemeinde de Selters, dans l'arrondissement de Westerwald, en Rhénanie-Palatinat, dans l'ouest de l'Allemagne. Située dans le Westerwald, Herschbach est localisée à mi-chemin entre Cologne et Francfort-sur-le-Main.

## Jumelage
- Pleudihen-sur-Rance, France, depuis 1979